# Bajazzo Verlag
Der Bajazzo Verlag ist ein auf Bilder- und Kinderbücher spezialisierter Schweizer Buchverlag mit Sitz in Zürich.
Der Verlag veröffentlicht jährlich rund zehn bis zwölf Bilder- und Kinderbücher. Zu den Longsellern des Verlages zählen unter anderem Die Geschichte vom Löwen, der nicht schreiben konnte von Martin Baltscheit, der als Autor zahlreiche weitere Bücher im Bajazzo Verlag veröffentlicht hat, Ein neues Haus für Charlie von Doris Lecher, Als Mama noch ein braves Mädchen war von  Claudine Desmarteau, Echte Kerle von Manuela Olten sowie Die Geschichte vom kleinen Loch von Isabel Pin.
Das Kinderbuch Schwester von Jon Fosse und Aljoscha Blau wurde 2007 mit dem Deutschen Jugendliteraturpreis ausgezeichnet. Insgesamt wurden seit seinem Bestehen acht Titel des Verlages für diesen Preis nominiert.
Zu den weiteren Autoren, deren Werke beim Bajazzo Verlag veröffentlicht worden sind, zählen unter anderem Verena Ballhaus, Helga Bansch, Hannes Binder, Julio Cortázar, Albrecht Gralle, Erwin Grosche, Josef Guggenmos, Lukas Hartmann, Heinz Janisch, Katja Kamm, Lieselotte Kinskofer, Anne Maar, Eduard Mörike, Andreas Schendel, Brigitte Schär und  Tino Bussalb.
Geleitet wurde der Bajazzo Verlag von der Inhaberin Ingrid Rösli zusammen mit Thomas Minssen. Diese gründeten den Verlag Ende 1997 als Einzelunternehmen unter dem Namen «Palazzo Verlag». Aus markenrechtlichen Gründen wurde dieser im Jahr 2000 in «Bajazzo Verlag» umbenannt. Mit Wirkung vom 1. Januar 2012 hat die Weinheimer Verlagsgruppe Beltz den Bajazzo-Verlag übernommen.
Thomas Minssen, der u. a. auch als Autor und Übersetzer tätig war, starb im Januar 2018 im Alter von 77 Jahren in Basel.